# Horst Koschka
Horst Koschka (ur. 8 września 1943 w Altenbergu) – niemiecki biathlonista reprezentujący NRD, brązowy medalista igrzysk olimpijskich i mistrzostw świata.

## Kariera
W 1967 roku wystartował na mistrzostwach świata w Altenbergu, zajmując ósme miejsce w biegu indywidualnym oraz piąte w sztafecie. Pierwszy sukces osiągnął trzy lata później, zdobywając razem z Hansem-Gertem Jahnem, Dieterem Speerem i Hansjörgiem Knauthe brązowy medal w sztafecie podczas mistrzostw świata w Östersund. W zawodach tego cyklu był też między innymi szósty w biegu indywidualnym na mistrzostwach świata w Zakopanem w 1969 roku.
Jego olimpijskim debiutem były igrzyska w Grenoble w 1968 roku, gdzie był dziesiąty w biegu indywidualnym i szósty w sztafecie. Brał też udział w igrzyskach olimpijskich w Sapporo cztery lata później, wspólnie z Hansjörgiem Knauthe, Dieterem Speerem i Joachimem Meischnerem zajął trzecie miejsce w sztafecie. Ponadto rywalizację w biegu indywidualnym ukończył na 20. miejscu.
Zdobył też pięć tytułów mistrzostw NRD: w biegu indywidualnym w 1971 roku oraz w sztafecie w latach 1967, 1969, 1970 i 1971. Po zakończeniu kariery pracował jako trener.

## Osiągnięcia

### Igrzyska olimpijskie
| Rok  | Miejscowość | Konkurencje | Konkurencje | Konkurencje | Konkurencje | Konkurencje | Konkurencje | Konkurencje |
| Rok  | Miejscowość | IN          | SP          | PU          | MS          | RL          | MR          | SR          |
| ---- | ----------- | ----------- | ----------- | ----------- | ----------- | ----------- | ----------- | ----------- |
| 1968 | Grenoble    | 10.         | nd.         | nd.         | nd.         | 6.          | nd.         | –           |
| 1972 | Sapporo     | 20.         | nd.         | nd.         | nd.         | 3.          | nd.         | –           |

### Mistrzostwa świata
| Rok  | Miejscowość | Konkurencje | Konkurencje | Konkurencje | Konkurencje | Konkurencje | Konkurencje | Konkurencje |
| Rok  | Miejscowość | IN          | SP          | PU          | MS          | RL          | MR          | SR          |
| ---- | ----------- | ----------- | ----------- | ----------- | ----------- | ----------- | ----------- | ----------- |
| 1967 | Altenberg   | 8.          | nd.         | nd.         | nd.         | 5.          | nd.         | –           |
| 1969 | Zakopane    | 6.          | nd.         | nd.         | nd.         | 5.          | nd.         | –           |
| 1970 | Östersund   | 31.         | nd.         | nd.         | nd.         | 3.          | nd.         | –           |
| 1971 | Hämeenlinna | 29.         | nd.         | nd.         | nd.         | 10.         | nd.         | –           |